# Hermann-Stamm-Realschule
Die Hermann-Stamm-Realschule (bis 18. Dezember 2015 Staatliche Realschule Schwabach) ist eine Realschule in der mittelfränkischen Stadt Schwabach und wurde 1972 eingeweiht. Sie ist eine Offene Ganztagsschule und zählte im Schuljahr 2023/2024 870 Schüler sowie 61 hauptamtliche Lehrkräfte.

## Geschichte
Weil Schüler aus Schwabach die Realschulen in benachbarten Orten besuchen mussten, da in der Stadt diese Schulart nicht vorhanden war, wurde am 25. November 1966 eine Bürgerinitiative gegründet, die den Bau einer eigenen Realschule in Schwabach zum Ziel hatte. Der Stadtrat gab dem Wunsch der Bürger nach und beantragte im Februar 1968 beim Bayerischen Kultusministerium die Errichtung einer Staatlichen Realschule.
Die Schule ging bereits im September 1971 in Betrieb, allerdings wurden die Klassen vorerst in anderen Schulen untergebracht, da noch kein eigenes Schulgebäude vorhanden war. Dieses wurde am 5. Juli 1974 nach ungefähr eineinhalbjähriger Bauzeit eingeweiht. Am 16. Oktober 1983 bekam die Realschule eine nach Hans Hocheder benannte Turnhalle, am 28. Januar 2005 einen Neubau. In der Amtszeit von Hermann Stamm entstanden zudem ein Biotop und eine Imker-Gruppe.
Der erste Schuldirektor war von 1971 bis 1975 Ernst Hassler. Auf ihn folgte Hermann Stamm. Stamm, der 29 Jahre lang im Dienst war, wurde 1976 mit 36 Jahren der jüngste Schuldirektor in Bayern und prägte die Schule, u. a. mit Maßnahmen gegen rechtsradikale Strömungen an der Realschule und integrierenden Schritten für einen körperbehinderten Schüler, sowie zahlreiche Umbau- und Neubaumaßnahmen. Als er 2005 in Pension ging, war er der älteste Schuldirektor Bayerns. Er erhielt mehrere Auszeichnungen, darunter das Bundesverdienstkreuz. Nach seinem Tod im Jahr 2014 wurde die Schule im Dezember 2015 nach ihm in „Hermann-Stamm-Realschule“ umbenannt. Im Schuljahr 2005/2006 trat der dritte Schuldirektor Norbert Mager sein Amt an. Mager wurde im Februar 2018 in den Ruhestand versetzt, seine Nachfolge trat Nikolaus Schöpp an.
Im Jahr 2016 besuchte der philippinische Bischof Valentin Cabbigat Dimoc die Schule im Rahmen einer missio-Aktion.

## Schulleben

### Theater/Musical
Die Theatergruppe der Realschule führt in der Regel jedes Jahr gegen Ende des Schuljahres ein Stück auf. Oft basiert dieses auf bereits bestehenden Werken. So wurde beispielsweise im Mai 2014 das Stück Dead Girls Never Lie aufgeführt, das an den Roman Tote Mädchen lügen nicht von Jay Asher angelehnt ist, Tagtraum, für das die Schüler 2015 zu den Bayerischen Theatertagen eingeladen wurden, basiert auf einem Roman einer damaligen Neuntklässlerin, und die Tintenwelt-Trilogie stand Pate für eine Aufführung Tintenwahn von 2017, in der die Autorin der Bücher, Cornelia Funke, als Figur vorkommt.
Gelegentlich wird anstelle eines Theaterstücks ein Musical aufgeführt, beispielsweise 2002 Das Dschungelbuch, 2005 Tanz der Vampire und 2009 die Eigenproduktion Der Musterknabe.

### Schüleraustausch
Schüler einer Wahlpflichtfächergruppe können an einem Schüleraustausch in Frankreich teilnehmen und erhalten aus der Partnerschule im Ort La Haye-du-Puits in der Normandie einen Gegenbesuch. Es bestehen zudem Brieffreundschaften.

### Sprachen
Die Schule bietet Englisch und Französisch sowie in der zehnten Klasse Business English und das Wahlfach Englisch Konversation an. Außerdem wird das DELF-DALF-Programm angeboten und in diesem Rahmen das Wahlfach Französisch Konversation.

### Patenschaft
In Kooperation mit einer Schule in Schwabachs Partnerstadt Les Sables-d’Olonne übernahm die Hermann-Stamm-Realschule eine Patenschaft für die Dorfschule in Gossas im Senegal.

## Auszeichnungen
2008 wurde das Koch-Team der Realschule bayerischer Landessieger beim „Erdgaspokal“, der vom Verband der Köche Deutschlands und dem Bundesverband der deutschen Gas- und Wasserwirtschaft verliehen wird.
Im Jahr 2010 erreichte die Realschule beim Mittelfränkischen Realschulpreis in der Kategorie „Außerunterrichtliche Aktivitäten“ den zweiten Platz.
Beim 60. Europäischen Wettbewerb 2013 erhielten acht Bilder, die von Schülern der Realschule gemalt wurden, einen Landespreis, außerdem wurden zwei dieser Bilder an den Bundesentscheid weitergereicht.
Am 20. Juli 2015 erhielt die Schule den Titel Schule ohne Rassismus – Schule mit Courage.
Die Schülerzeitung der Realschule, „Real Times“, war seit 2010 beim Mittelfränkischen Realschulpreis fünf Mal unter den besten zehn Teilnehmern (dreimal sechster Platz, jeweils einmal zweiter und vierter Platz).
Beim Bundes-Schülerfirmen-Contest unter der Schirmherrschaft des Bundesministeriums für Wirtschaft und Energie erreichte der Kostümverleih der Realschule 2016 unter 220 Teilnehmern den neunten Platz.